# سوزان پاترون
سوزان پاترون (به انگلیسی: Susan Patron) (زادهٔ ۱۹۴۸)نویسندهٔ آمریکایی کتاب‌های کودک است.
پاترون، ۳۵ سال در کتابخانه‌های عمومی لس آنجلس به عنوان کتابدار متخصص کتاب‌های کودک و نوجوان کار کرده‌است و اکنون عضو هیئت مدیرهٔ انجمن نویسندگان و تصویرگران کودک و نوجوان است. کتاب‌های او جوایز متعددی مانند مدال کلدکات و کتاب برتر کتابخانه‌های آمریکا را برایش به ارمغان آورده‌اند.
پاترون مدال «جان نیوبری» را به خاطر «سهم عمده در ادبیات» برای کتاب «نیروی برتر لاکی» به دست آورد. این کتاب به زبان‌های مختلفی مانند فرانسه، اسپانیایی، ژاپنی، چینی، عربی و ترکی ترجمه شده‌است.